# 秀禾服

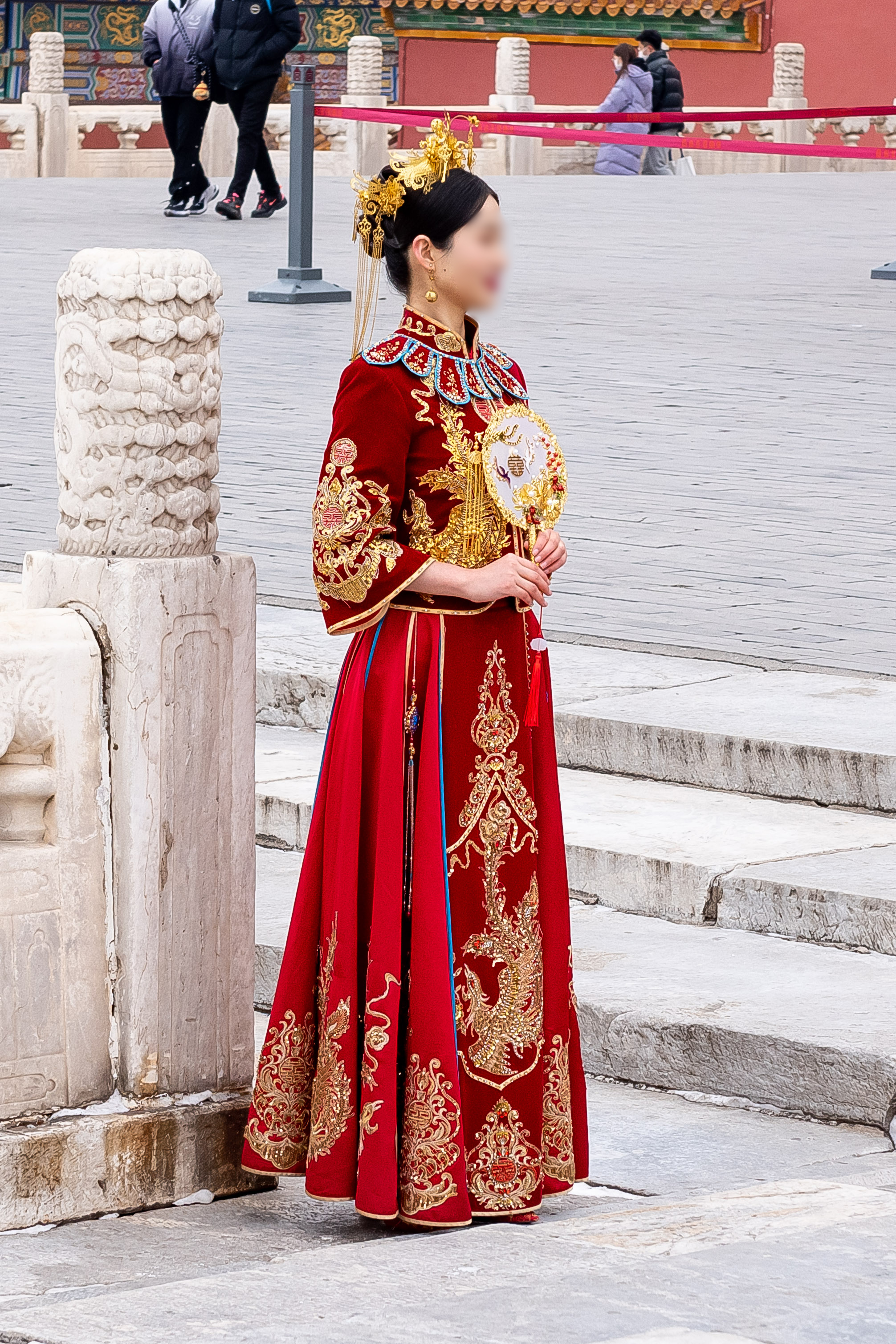
穿着秀禾服的女子

秀禾服，是一种民国风格的中式婚礼新娘服，名称源自2001年电视剧《橘子红了》中女主角秀禾。

## 起源
2001年电视剧《橘子红了》播出，该剧的服装造型师葉錦添为周迅饰演的女主角秀禾设计了一套上袄下裙婚服，作为剧中秀禾大婚的礼服，款式源自传统的袄裙，上衣为立领对襟袄，下衣为马面裙，上衣在裙子之外。据该剧制片人李小婉称，由于缀满金片，该套服装的制作费用超过6万元人民币。该款婚服后逐渐成为婚礼中式礼服的代表品类，并被冠以女主角名字而称“秀禾服”。

## 款式
秀禾服作为中式婚服，其上衣不仅有剧中原本的立领对襟款式，也有大襟或圆领的款式。秀禾服多外型寬鬆，採用平面剪裁，但也有修身款式，颜色主要以红色和金色为主，并搭配有彩色绣线。甚至，在一些地区，生产秀禾服为一种产业。
秀禾服上的圖案多采用潮绣工艺，内容非常多样，除常见于婚慶的龍鳳外，还有牡丹、金魚、蝙蝠、石榴花、錦鯉、祥雲、百合等具有美好寓意的花草和動物圖案。秀禾服傳統的顏色是大紅色的，經過發展后，藍色、金色、香檳色、粉色等顏色也有被用作秀禾服的主色调。

## 相关
龙凤褂也是中式新娘服，相比秀禾服更加修身，主要以金银线刺绣为主，是流行于中国南方多地的一款传统婚服。因款式类似，秀禾服与龙凤褂常被相提并论。同时，秀禾服因不是正统汉族婚礼所用婚服，在汉服婚礼中常不被采用。
女星Angelababy拍婚照和婚礼敬茶時分别着有一套红色秀禾服嫁衣，陳妍希结婚时有一套橙色秀禾服嫁衣，而刘诗诗结婚时有一套上身为龍鳳褂下身为马面裙的嫁衣，三人的这几套秀禾服嫁衣均由设计师郭培创作。